# Установка фракціонування Порт-Бонітон
Установка фракціонування Порт-Бонітон (Port Bonython) — складова частина нафтогазової інфраструктури Австралії.
Родовища розташованого у центрі Австралії басейну Купер передусім продукують природний газ, втім, під час їх розробки також отримують істотні обсяги гомологів метану — як газів, так і конденсату з нафтою. Частина цього ресурсу доправляється на південне узбережжя по трубопроводу Мумба – Порт-Бонітон, де потрапляє до комплексу фракціонування. Тут суміш розділяють на стабілізовану нафту, фракції важкої та легкої naphtha (сировина для нафтохімічної промисловості, що в цілому відповідає конденсату), пропан та бутан. Також комплекс виділяє певні обсяги етану, який використовується тут же як паливний газ (можливо відзначити, що основні обсяги етану видають з басейну Купера по етанопроводу Мумба — Сідней).
Відвантаження продукції відбувається через належний до комплексу портовий термінал, що має причал-естакаду завдовжки 2,4 км. Частину пропану та бутану постачають споживачам за допомогою автоцистерн.
Фракціонатор заснували в 1982 році. У 1983-го з Порт-Бонітон відправили перший вантаж конденсату, далі розпочались поставки нафти, а в 1985-му справа дійшла до зрідженого нафтового газу (ЗНГ, пропан-бутанова фракція).
Річна проєктна потужність портового термінала Порт-Бонітон визначена як 1,56 млн тонн, з яких 0,7 млн тонн нафти, 0,5 млн тонн naphtha та 0,36 млн тонн ЗНГ. У 2012-му повідомлялось, що за чотири десятиліття з початку експлуатації комплекс фактично відправив 20 млн тонн нафти, 11 млн тонн ЗНГ та 8 млн тонн naphtha.